# Уэби-Шабелле
Уэ́би-Шабе́лле (в Сомали), также Уабе-Шэбэлле, Уа́би-Шэбэ́лле (в Эфиопии) (сомал. Webi Shabeelle, итал. Uebi Scebeli) — река в Сомали и Эфиопии. Берёт начало в Эфиопии, по территории которой протекает около 1000 км. В нижнем течении течёт практически параллельно берегу океана на расстоянии 10-15 км. Впадает в реку Джубба.
На территории Эфиопии традиционно пишется в картах ГУГК как Уэби-Шабелле, на территории Сомали — как Уаби-Шэбэлле.

## Гидрология
Длина около 1600 км, площадь бассейна — около 194 000 км². Имеет ряд притоков, как сезонных, так и постоянных рек, среди которых — Эррэр, Галэтти, Уаби (все — в Эфиопии). Река Фафэн достигает Уэби-Шабелле только во время сильных дождей: её воды обычно иссякают до того, как достигнут главной реки.
Бассейн реки представляет собой, в основном, саванну. Река пересыхает во время сильных засух.